# Bronîțea, Drohobîci
Bronîțea (în ucraineană Брониця) este o comună în raionul Drohobîci, regiunea Liov, Ucraina, formată numai din satul de reședință.

## Demografie
Componența lingvistică a comunei Bronîțea
     Ucraineană (99,45%)
     Alte limbi (0,44%)
Conform recensământului din 2001, majoritatea populației comunei Bronîțea era vorbitoare de ucraineană (99,45%), existând în minoritate și vorbitori de alte limbi.